# خان گره، سند
خان گره (به انگلیسی: Khangarh) یک تعلقه یا تحصیل در پاکستان است که در ایالت سند واقع شده‌است.